# Sabina (Ohio)
Sabina es una villa ubicada en el condado de Clinton en el estado estadounidense de Ohio. En el Censo de 2010 tenía una población de 2564 habitantes y una densidad poblacional de 767,42 personas por km².

## Geografía
Sabina se encuentra ubicada en las coordenadas 39°29′26″N 83°38′2″O / 39.49056, -83.63389. Según la Oficina del Censo de los Estados Unidos, Sabina tiene una superficie total de 3.34 km², de la cual 3.32 km² corresponden a tierra firme y (0.62%) 0.02 km² es agua.

## Demografía
Según el censo de 2010, había 2564 personas residiendo en Sabina. La densidad de población era de 767,42 hab./km². De los 2564 habitantes, Sabina estaba compuesto por el 96.96% blancos, el 0.86% eran afroamericanos, el 0.31% eran amerindios, el 0.31% eran asiáticos, el 0% eran isleños del Pacífico, el 0.2% eran de otras razas y el 1.37% pertenecían a dos o más razas. Del total de la población el 0.9% eran hispanos o latinos de cualquier raza.